# Fonte Nuova
Fonte Nuova é uma comuna italiana da região do Lácio, província de Roma, com cerca de 22.573 habitantes. Estende-se por uma área de 20 km², tendo uma densidade populacional de 1129 hab/km². Faz fronteira com Mentana, Monterotondo, Guidonia Montecelio, Roma, Sant'Angelo Romano.